# شلغوم عید
شلغوم عید (به عربی: شلغوم العيد) یک شهرداری در الجزایر است که در ناحیه شلغوم العید واقع شده‌است.